# Universidade do Distrito Federal Jorge Amaury
A Universidade do Distrito Federal Jorge Amaury (UnDF), anteriormente Fundação Universidade Aberta do Distrito Federal (FUNAB), é uma instituição de ensino superior pública brasileira, com sede em Brasília, no Distrito Federal.

## História
A Universidade do Distrito Federal Jorge Amaury iniciou seu percurso legal através da lei nº 403, de 29 de dezembro de 1992, assinada pelo governador Joaquim Roriz, vigente a partir de 30 de dezembro de 1992, quando foi publicado no Diário Oficial do Distrito Federal. Posteriormente essa legislação foi alterada pela lei nº 2.919, de 16 de março de 2002.
Mesmo criada, a universidade ficou cadente de um decreto de regulamentação, por desinteresse político dos governadores distritais que se seguiram.
Somente em 22 de agosto de 2013 foi assinado o decreto nº 34.591, do governador Agnelo Queiroz, que regulamentou-a em forma de fundação universitária "Universidade Aberta do Distrito Federal"; o decreto tornou-se vigente no dia 23 de agosto de 2013, após sua publicação no Diário Oficial do Distrito Federal.
Em 26 de julho de 2021, pela lei complementar nº 987/2021, a universidade foi reestruturada e ampliada, deixando de ser fundação, passando a ser denominada "Universidade do Distrito Federal Jorge Amaury", em homenagem a Jorge Amaury Maia Nunes, jurista e professor universitário radicado no Distrito Federal morto em 2021 em decorrência da COVID-19. O texto de reestruturação foi sancionado pelo governador Ibaneis Rocha dois dias depois (28/07) da aprovação pela Câmara Legislativa do Distrito Federal, e tornou-se vigente em 4 de agosto de 2021.

## Instituições constituintes
No momento em que se tornou vigente como FUNAB (após a assinatura do decreto), a universidade congregou a Faculdade de Educação do Distrito Federal (fundada em 30 de dezembro de 2010), que após a absorção tornou-se Escola Superior de Magistério (a partir de 28 de junho de 2016).
Em 16 de abril de 2016 foi estabelecida uma parceria entre a universidade e a Academia de Polícia Civil do Distrito Federal (APC), que culminou na elevação da segunda em Escola Superior de Polícia Civil em 6 de julho de 2018.
Já em 31 de outubro de 2017 incluiu entre suas instituições componentes a Escola Superior do Cerrado (ESC), como uma parceria conjunta com o Jardim Botânico de Brasília.
Em 26 de abril de 2018 passou a incluir a Escola Superior de Gestão (ESG), como uma parceria conjunta com a Escola de Governo (EGOV).
Em 2021, em sua reestruturação para tornar-se UnDF, passou a congregar a Escola Superior de Ciências da Saúde (ESCS).
Em 2022, foi realizado o primeiro concurso para docentes e tutores. Além disso, o Governo do Distrito Federal anunciou a criação dos primeiros campi da UnDF, sendo um no Lago Norte, que abriga as artes e licenciaturas e visa atender a ponta norte do DF,  outro em Ceilândia que atenderá a parte sul da cidade e outro no Parque Tecnológico de Brasília (BIOTIC), que abrigará as engenharias. 